# Distrito de Affoltern
Affoltern é um distrito da Suíça, localizado no cantão de Zurique. Tem 113,01 km² de área e sua população em 2019 foi estimada em 55.262 habitantes. Sua sede é a comuna de Affoltern am Albis.

## Comunas
Affoltern está composto por um total de 14 comunas:
| Brasão             | Comuna             | População (31 de dezembro de 2019) | Área, km² |
| ------------------ | ------------------ | ---------------------------------- | --------- |
| Aeugst am Albis    | Aeugst am Albis    | 1.981                              | 7.87      |
| Affoltern am Albis | Affoltern am Albis | 12.303                             | 10.56     |
| Bonstetten         | Bonstetten         | 5.572                              | 7.42      |
| Hausen am Albis    | Hausen am Albis    | 3.751                              | 13.64     |
| Hedingen           | Hedingen           | 3.778                              | 6.59      |
| Kappel am Albis    | Kappel am Albis    | 1.221                              | 7.87      |
| Knonau             | Knonau             | 2.378                              | 6.48      |
| Maschwanden        | Maschwanden        | 645                                | 4.67      |
| Mettmenstetten     | Mettmenstetten     | 5.200                              | 13.11     |
| Obfelden           | Obfelden           | 5.721                              | 7.54      |
| Ottenbach          | Ottenbach          | 2.588                              | 4.98      |
| Rifferswil         | Rifferswil         | 1.129                              | 6.50      |
| Stallikon          | Stallikon          | 3.755                              | 12.01     |
| Wettswil am Albis  | Wettswil am Albis  | 5.240                              | 3.77      |
| Total              |                    | 55.262                             | 113.01    |